# Daniel Buren
Daniel Buren (Boulogne-Billancourt, 25 de març de 1938) és un artista conceptual francès. Ha guanyat nombrosos premis com el Lleó d'Or al millor pavelló a la Biennal de Venècia (1986), el Premi Internacional al millor artista a Stuttgart (1991) i el prestigiós Praemium Imperiale de pintura a Tòquio el 2007. Ha creat diverses instal·lacions de fama mundial, com ara Les Deux Plateaux (1985) a la Cour d'honneur del Palau Reial i l'Observatori de la Llum de la Fondation Louis-Vuitton. És un dels artistes més actius i reconeguts de l'escena internacional, i la seva obra ha estat acollida per les institucions i llocs més importants del món.
De vegades classificat com a minimalista, Buren és més conegut per utilitzar ratlles de colors regulars i contrastades en un esforç per integrar la superfície visual i l'espai arquitectònic, sobretot en l'arquitectura històrica i emblemàtica.

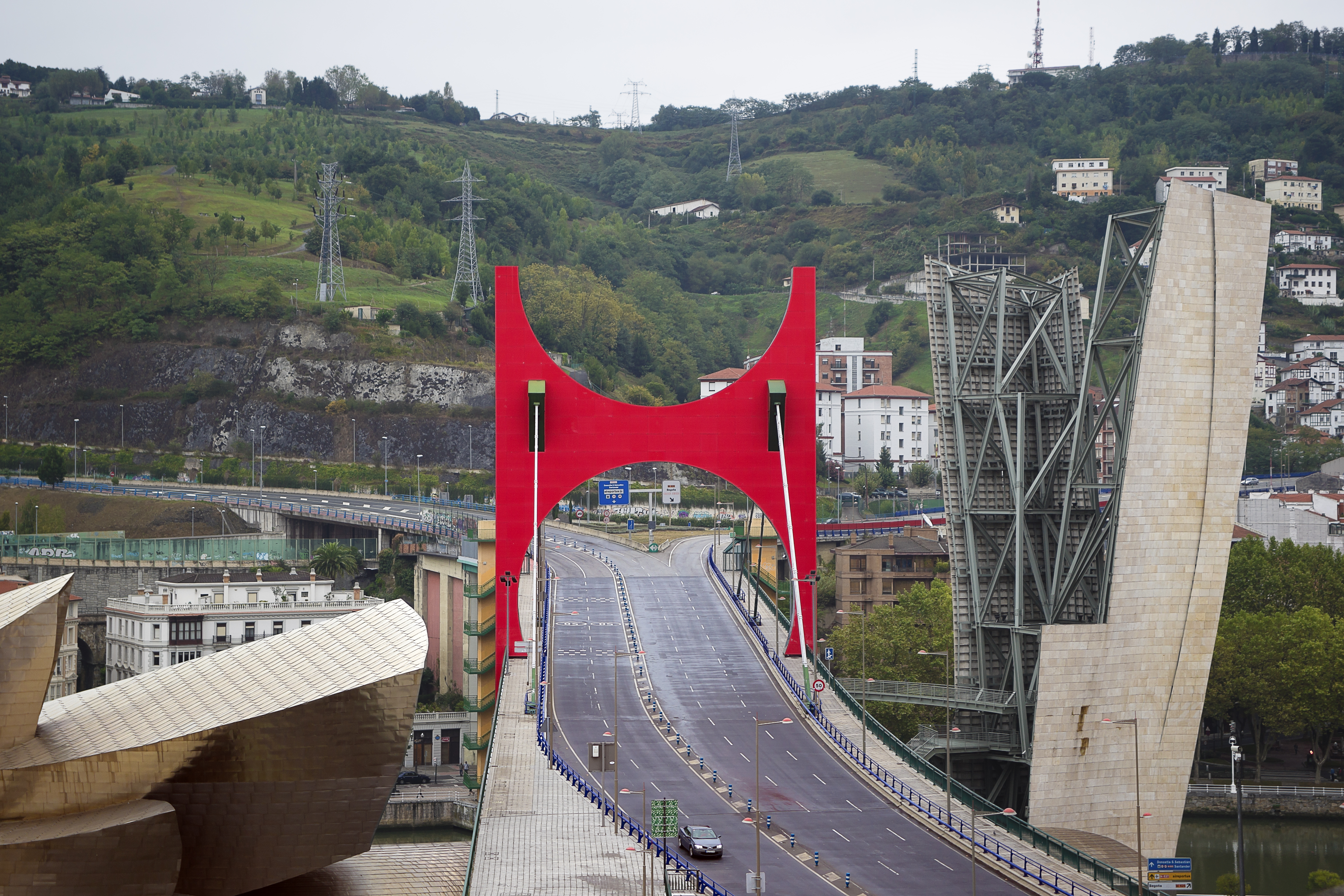
L'arc vermell al Museu Guggenheim de Bilbao

Entre les seves principals preocupacions hi ha «l'escena de la producció» com a forma de presentar l'art i de posar en relleu la factura (el procés de «fer» més que, per exemple, la mímesi o la representació de qualsevol cosa que no sigui l'obra mateixa). L'obra és una instal·lació artística, que té una relació amb el seu entorn en contrast amb les idees predominants d'una obra d'art autònoma.

## Obra publicada
- Buren, Daniel. Les écrits 1965-2012. Volume I, Volume I.  París: Flammarion : Centre national des arts plastiques, 2012. ISBN 978-2-08-128288-9.
- Buren, Daniel. Les écrits, 1965-2012. Volume II, Volume II.  París: Flammarion : Centre national des arts plastiques, 2013. ISBN 978-2-08-128798-3.